# Basilique Saint-Joseph-de-Bon-Espoir
La basilique Saint-Joseph-de-Bon-Espoir, située à Espaly-Saint-Marcel, dans le département de la Haute-Loire, en France, se compose d'une chapelle dans une grotte, d'une statue monumentale de saint Joseph et d'une basilique. Cet édifice est érigé sur les fondations mêmes d'un ancien château-fort.

## Localisation
Le basilique Saint-Joseph-de-Bon-Espoir est située 9 rue Abbé Fontanille à Espaly-Saint-Marcel.

## Historique
En 1855, Anne-Marie Buffet, béate, en revenant de la messe à la cathédrale du Puy, trouve entre deux pavés près de la tour Pannessac une image représentant saint Joseph. Elle la ramasse et la place dans une niche à l'intérieur d'une grotte naturelle dans le rocher d'Espaly, qui servait d'habitation troglodyte à son amie Pélagie Séjalon. Toutes les deux prient régulièrement devant cette image. Les enfants dont elles s'occupent et les mères de ces derniers se joignent à elles.
Pour célébrer le mois de mars dédié à saint Joseph, les jésuites de Vals-près-le-Puy offrirent une statue en plâtre pour remplacer l'image trouvée par Anne-Marie Buffet.
En 1861, le pèlerinage a pris suffisamment d'importance pour que Mgr Auguste de Morlhon s'y rende à son tour.
En 1876, l'abbé Charles-Hector Fontanille (né en 1841), prêtre-custode à la cathédrale Notre-Dame du Puy-en-Velay et connu pour sa dévotion à saint Joseph, vend tous ses biens reçus d'un héritage familial pour financer un sanctuaire en l'honneur de saint Joseph. Le 16 novembre 1884, il achète le neck et les ruines de la forteresse.
En mai 2021, le pape François érige le sanctuaire en basilique.

## Couronnement de la statue dans la grotte-chapelle
À l'occasion des fêtes du centenaire du pèlerinage, le 13 août 1961, la statue de saint Joseph vénérée dans la grotte-chapelle fut couronnée, au nom du pape Jean XXIII, par le cardinal Joseph-Charles Lefèbvre, archevêque de Bourges.

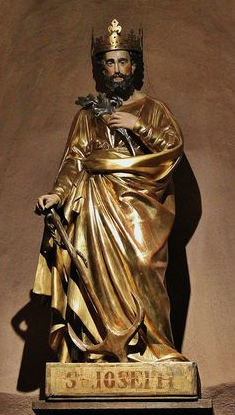
Statue de Saint Joseph couronné tenant une ancre, symbole d'espérance.
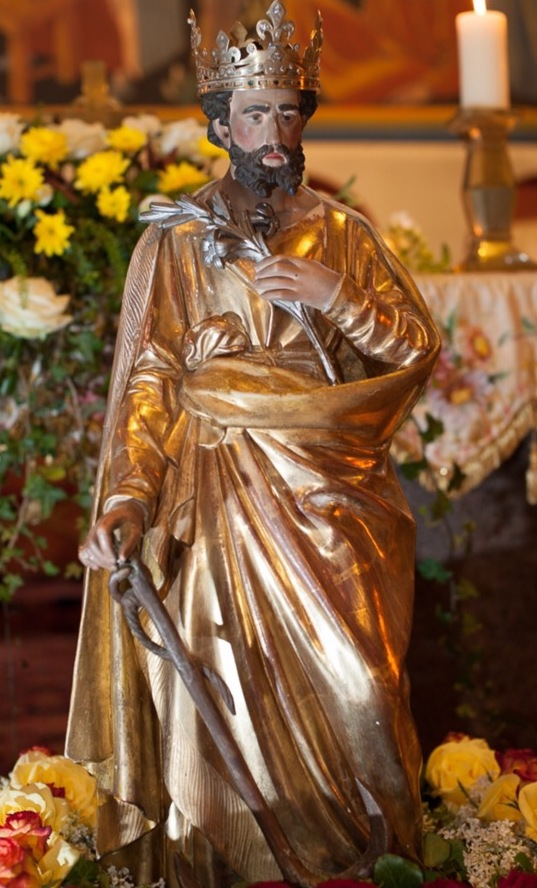
Statue de Saint Joseph couronné pour les pèlerinages.

## La statue monumentale Saint-Joseph-de-Bon-Espoir

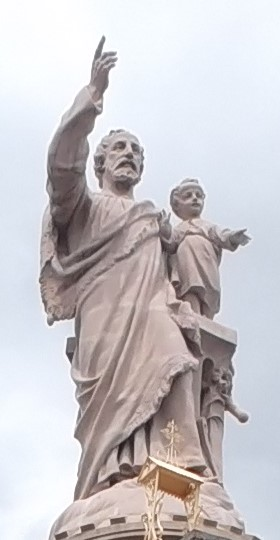
Statue monumentale Saint-Joseph-de-Bon-Espoir.

La statue Saint-Joseph-de-Bon-Espoir d'Espaly haute de 22,40 mètres, est l'œuvre du frère jésuite André Besqueut, dont le projet fut retenu par le pape Pie X. Elle représente saint Joseph tenant l'enfant Jésus debout sur un établi. Le ciment est coulé dans un coffrage composé de 70 moules fabriqués par les ateliers Debert à Paris, chargés des opérations de modelage et de moulage. Le poids total de la statue est estimé à environ 80 tonnes.
Elle a été solennellement inaugurée et bénie par l'évêque du Puy-en-Velay Monseigneur Thomas François Boutry le 11 avril 1910.
Elle domine la vallée de la Borne et est visible depuis le porche de la cathédrale du Puy-en-Velay.

### Une restauration qui se fait attendre
En 2016 des fissures ont été diagnostiquées sur le bras levé, qui ont permis à l'eau de s'infiltrer à l'intérieur du béton, jusqu'à la structure métallique qui s'est oxydée ; des gravats sont tombés. Surtout, le socle de béton est très fragilisé et exige de faire revoir la structure, selon Jean-Charles Monier, en charge de l'immobilier du diocèse. Des études techniques complémentaires doivent être menées et les travaux sont alors prévus pour 2017. Les travaux sont alors estimés entre 800 000 et 1 million d'euros pour certains, ou plus d'1 million d'euros pour d'autres.
Pour le diocèse du Puy-en-Velay, propriétaire de la statue, cette somme représente un effort « insurmontable », selon l'administrateur diocésain Jean-Claude Petiot. Dès le lundi 18 janvier 2016,, Laurent Wauquiez, député-maire du Puy-en-Velay et nouveau Président de Région (Auvergne-Rhône-Alpes), annonce l'engagement des finances régionales comme « principal financeur » (à hauteur d'environ 80 %) de cette opération de sauvegarde — une aubaine pour le diocèse : la statue n'est pas classée et ne peut donc en principe pas recevoir d'aide de l'État. Mais Laurent Wauquiez compte également sur la Fondation du Patrimoine, même si le site n'est pas inscrit aux Monuments historiques ; et parle aussi de financer une partie des travaux à l'aide d'une souscription, comme auparavant pour la statue de Notre-Dame de France.
Il propose aussi une mise en valeur des rives de la Borne au pied du sanctuaire et mentionne pour ce faire la possibilité d'une aide régionale de 200 000 euros. L'Agglo du Puy, le Département et la commune d'Espaly annoncent eux aussi leur soutien financier au diocèse. Mohed Altrad s'engage, par l'intermédiaire du ponot Fabrice Fricou, à mettre en place l'échafaudage « à prix coûtant ». Un plan de financement est partiellement bâti au cours d'une réunion entre la commune, les services de l'État et ceux du diocèse au printemps 2016, proposant une participation du diocèse pour 100 000 euros ; mais l'évêché refuse d'aller au-delà de 60 000 euros. Il est vrai que seulement trois ans auparavant le diocèse a déjà dû demander de l'aide pour la restauration de la statue de Notre-Dame de France.
Depuis, le dossier bloqué a été mis en sommeil, et pendant ce temps la statue se dégrade. En septembre 2019 l'accès à la statue est interdit ; fin 2019 la statue est toujours en attente de restauration et le diocèse du Puy « n'a pas souhaité s'exprimer sur ce sujet, visiblement sensible ». Les solutions de traitement évoluent en même temps que les dégâts : à ce stade, les réparations nécessitent de nouvelles expertises et un nouveau plan de financement. Laurent Wauquiez, toujours président de Région, maintient l'engagement pris plus de trois ans auparavant ; de même la société Altrad pour ce qui concerne l'installation à prix coûtant de l'échafaudage. Mais l'Agglomération du Puy, le Département et la commune d'Espaly, qui avaient eux aussi annoncé leur soutien au diocèse en 2016, peuvent-ils encore suivre? Des commentaires de touristes indiquent que l'accès à la statue est toujours fermé en juillet et août 2020 (en pleine saison touristique). En novembre 2020 de même, mais il semble que des travaux soient enfin mis en œuvre. Dans le même temps, est faite l'annonce de l'octroi pour 2021 du titre de basilique mineure et un journaliste commente que « l'obtention de ce titre […] pourrait donner un nouveau coup de projecteur bienvenu pour le diocèse dans le cadre des futurs travaux de rénovation de la statue saint Joseph » — ce qui suggère que les travaux ne sont pas encore commencés.
En avril 2024, les travaux sont bien engagés, l'échafaudage autour de la statue monumentale est bien installé, les ouvriers sont actifs et la rénovation bien avancée. Fait à retenir, tout le reste du monument est accessible gratuitement au public, la basilique, la grotte, la boutique, la balade, le panorama et l'histoire du site.

## La basilique
La basilique actuelle avec ses deux tours crénelées, s'inspire directement du château féodal qu'elle remplace sur le rocher. Elle a été érigée entre 1913 et 1918 par l'abbé Fontanille.

## Culte
Le sanctuaire est ouvert au culte catholique depuis le 19 mars 1880 date de la célébration de la première messe. En 1937, ce lieu est devenu une paroisse.
Deux pèlerinages ont lieu chaque année : le 19 mars, fête de la Saint Joseph, époux de Marie ; et le 1er mai, fête de Saint Joseph, artisan. Pour celle-ci, sa statue couronnée est portée en procession du sanctuaire Notre-Dame de l'Annonciation du Puy-en-Velay jusqu'au sanctuaire Saint-Joseph de Bon-Espoir.
Enfin, début janvier, en lien avec l'oratoire Saint-Joseph du Mont-Royal, à Montréal, au Québec, saint frère André Bessette est honoré.
Dans la grotte-chapelle, les fidèles écrivent leurs intentions de prière qu'ils déposent sous la nappe de l'autel.

## Prière à Saint Joseph
La prière du Je vous salue Joseph est disponible sur chaque pupitre dans la grotte-chapelle pour les pèlerins.

« Je vous salue, Joseph,

Vous que la grâce divine a comblé.

Le sauveur a reposé entre vos bras et grandi sous vos yeux.

Vous êtes béni entre tous les hommes et Jésus,

l'enfant divin de votre virginale épouse est béni.

Saint Joseph, donné pour père au Fils de Dieu,

priez pour nous dans nos soucis de famille, de santé et de travail,

jusqu'à nos derniers jours,

et daignez nous secourir à l'heure de notre mort.

Amen. »